# 1528 год в науке
В 1528 году произошли различные научные и технологические события, некоторые из которых представлены ниже.

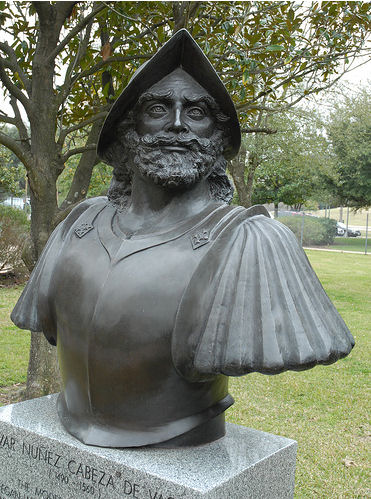
Альвар Нуньес Кабеса де Вака, губернатор Рио-де-ла-Плата

## События
- Джованни да Верраццано, итальянский мореплаватель, убит и съеден карибскими людоедами.
- Начало экспедиции Альвара Нуньеса Кабеса де Вака во Флориду и Калифорнию (1528—1536)[1].

## Публикации
- Жан Фернель:
  - «De proportionibus libri duo»
  - «Cosmotheoria seu de forma mundi et de corporibus coelestis libros duos complexa». Автор подробно описывает произведённое им в окрестностях Парижа измерение градуса меридиана.

## Родились
См. также: Категория:Родившиеся в 1528 году
- 10 октября — Адам Лоницер, немецкий ботаник и врач (умер в 1586 году).

## Скончались
См. также: Категория:Умершие в 1528 году
- 6 апреля — Альбрехт Дюрер, немецкий художник и универсальный человек (род. в 1471 году)[2].
- Низам-ад-дин аль-Бирджанди, персидский астроном и математик (год рождения неизвестен).
- Джованни да Верраццано, итальянский мореплаватель (род. в 1485 году)[3].